# Februarie 2000
Acest articol este generat integral pe baza informațiilor din articolul 2000 și este actualizat periodic de un robot.
 Editările făcute în articol vor fi șterse la următoarea actualizare! Dacă doriți să faceți modificări, editați articolul-sursă.

ianuarie -
februarie -
martie -
aprilie -
mai -
iunie -
iulie -
august -
septembrie -
octombrie -
noiembrie -
decembrie
Februarie 2000 a fost a doua lună a anului și a început într-o zi de marți.

## Evenimente
- 1 februarie: Alegerile pentru președinția Senatului au fost câștigate de liberalul Mircea Ionescu Quintus (72 voturi pentru, 38 împotrivă) care l-a învins în competiție pe senatorul PD, Dan Vasiliu. Funcția rămăsese vacantă prin numirea lui Petre Roman, fostul președinte al Senatului, la conducerea Ministerului de Externe.
- 15 februarie: Președintele Germaniei, Johannes Rau, aflat în vizită în Israel, și-a cerut în mod public iertare poporului evreu pentru Holocaust.
- 15 februarie: La Bruxelles are loc ceremonia de începere oficială a negocierilor de aderare la UE a celor șase state recent invitate: România, Slovacia, Letonia, Lituania, Bulgaria, Malta.
- 17 februarie: Microsoft lansează programul de operare Windows 2000.
- 19 februarie: La Convenția Națională a PD, Petre Roman este reales în funcția de președinte al partidului.
- 21 februarie: Ion Iliescu, liderul PDSR și Pavel Todoran, liderul sindicatului CNSLR-Frăția, semnează un acord de colaborare care prevede ca pe listele de candidați la alegeri ale PDSR să figureze și sindicaliști de la CNSLR-Frăția, iar membrii acestei confederații sindicale urmează să-i voteze pe candidații PDSR.[1]
- 24 februarie: Senatorul George Pruteanu, plecat din PNȚCD în 1998, anunță de la tribuna Parlamentului că se înscrie în PDSR.
- 25 februarie: Se naște o nouă alianță politică: Polul Democrat-Social din România (PDSR). PUR și PDSR și-au botezat alianța astfel încât acronimul să fie tot PDSR. Liderii celor două formațiuni, Ion Iliescu și Dan Voiculescu, cad de acord să aibă listă comună la alegerile parlamentare și să susțină același candidat la alegerile prezidențiale.[1]

## Nașteri
- 2 februarie: Valentin Mihăilă, fotbalist român (atacant)
- 19 februarie: Chisaki Morito, cântăreț japonez
- 28 februarie: Moise Kean, fotbalist italian
- 29 februarie: Ferran Torres, fotbalist spaniol

## Decese
- 2 februarie: Teruki Miyamoto, 59 ani, fotbalist japonez (n. 1940)
- 3 februarie: Florența Albu, 65 ani, poetă română (n. 1934)
- 8 februarie: Ion Gheorghe Maurer, 97 ani, comunist român (n. 1902)
- 11 februarie: Jacqueline Auriol, 82 ani, aviatoare franceză (n. 1917)
- 11 februarie: Margarita Brender Rubira, 80 ani, arhitectă română (n. 1919)
- 12 februarie: Screamin' Jay Hawkins (Jalacy Hawkins), 70 ani, muzician american (n. 1929)
- 13 februarie: Elyakim Badian, 74 ani, politician israelian (n. 1925)
- 19 februarie: Friedensreich Hundertwasser, 71 ani, artist austriac (n. 1928)
- 23 februarie: Ofra Haza, 42 ani, cântăreață israeliană (n. 1957)
- 25 februarie: Mihail Florescu (n. Iacobi Iancu), 88 ani, chimist român (n. 1912)
- 26 februarie: Giovanna a Italiei (n. Giovanna Elisabetta Antonia Romana Maria), 92 ani, soția regelui Boris al III-lea al Bulgariei (n. 1907)